# Albrecht von Wallenstein
Albrecht von Wallenstein (Født i 1583, død i 1634) var hertug af Friedland og Mecklenburg og kejserlig general og feltmarskal i Trediveårskrigen, hvor han var leder for den troppestyrke, der i 1627 og 1628 udplyndrede Jylland. Som den første kaldte han det noget andet: krigsskat.
Han blev afskediget for forræderi i 1634 efter fredsforhandlinger med svenskere og saksere og blev kort efter myrdet af en officer, muligvis efter ordre fra kejseren.
Han stammede fra en gammel bøhmisk familie, og navnet stammer fra slottet Waldenstein eller Waldstein i Turnau.